# 694 до н. е.

## Події
Цар Ассирії Сін-аххе-еріба вирушив у корабельний похід проти Еламу з метою знищити халдейських повстанців, зокрема Мардук-апла-іддіну II. Завдяки великій кількості кораблів його армія легко висадилася на морському узбережжі Еламу та легко розбила місцеві сили. Водночас армія Еламу вдерлася до ассирійського Вавилону та також відносно легко розбила ассирійські війська, а також за сприяння вавилонян захопила місто та його царя Ашшур-надін-шумі.

### Астрономічні явища
- 5 квітня. Повне сонячне затемнення.[2]
- 29 вересня. Кільцеподібне сонячне затемнення.[2]

## Померли
- Ашшур-надін-шумі — правитель Вавилону, вочевидь вбитий еламцями.